# Wednesdays in Mississippi
Wednesdays in Mississippi ("I mercoledì in Mississippi") fu un gruppo di attivisti per i diritti civili, affiliato al Movimento per i diritti civili degli afroamericani, sorto negli anni Sessanta del secolo scorso negli Stati Uniti d'America.
Le donne del nord, di diverse razze e fedi, viaggiarono verso il Mississippi per sviluppare un rapporto con le loro "colleghe" del sud e per creare migliori relazioni tra stati, classi e ceti sociali ma anche per attirare l'attenzione su alcune problematiche, specie la segregazione razziale, che affliggevano il meridione degli USA. Le donne di questo gruppo cercarono di porre fine agli atti di violenza ed avviare il Paese verso l'integrazione razziale.

## Contesto
Nella primavera del 1964 Dorothy I. Height, presidente del National Council of Negro Women (NCNW), in collaborazione con la volontaria del NCNW Polly Spiegel Cowan, ebbe l'idea di inviare settimanalmente squadre di donne del nord in Mississippi. Le squadre,interrazziali e interreligiose, partivano per il Mississippi il martedì e tornavano il giovedì. Il mercoledì erano presenti tutto il giorno: il programma era noto come “mercoledì in Mississippi”. Competenti, ben collegate e istruite, queste donne lavorarono con la Freedom Summer e le Freedom Schools. Nel 1964 Height e Cowan portarono Doris Wilson e Susie Goodwillie a dirigere il progetto da Jackson, Mississippi.
Le donne nere del nord visitarono le donne nere del sud; le donne bianche del nord raggiunsero le donne bianche del sud. Le donne del nord tornarono a casa con un nuovo impegno per la giustizia sociale e razziale. Nel 1965 si ripresentarono, questa volta a livello più professionale, parlando da insegnante a insegnante e da assistente sociale a assistente sociale. Nel 1966 i "mercoledì del Mississippi" divennero "workshops in Mississippi", uno sforzo continuo per aiutare le donne e le famiglie nere e le donne e le famiglie bianche povere a raggiungere l'auto-miglioramento economico.
Nel 2020 il National Trust for Historic Preservation ha nominato il Sun'n'Sands Motel di Jackson come uno dei luoghi storici più a rischio d'America, a causa del suo legame con il movimento Wednesdays in Mississippi.

## Obiettivi
Le donne dei "mercoledì in Mississippi" avevano molti obiettivi:
- giustizia razziale;
- comunicazione interrazziale, interregionale e interreligiosa;
- lavorare oltre i confini razziali e religiosi, aprendo la società chiusa del Mississippi;
- sostenere le scuole della libertà e la registrazione degli elettori
- aiutare le donne povere del Mississippi a imparare ad aiutarsi da sole, a raggiungere l'autosufficienza economica. Insegnarono alle donne povere come sopravvivere in una società in cui l'economia del cotone era crollata per gli affittuari e i braccianti poveri e in cui non si era ancora sviluppata una nuova struttura economica praticabile;
- e ad ampliare gli orizzonti e gli impegni delle donne del Nord.

## Collezioni
Registri e archivi vari sono conservati presso la Albert and Shirley Small Special Collections Library dell'Università della Virginia.